# Горна-Биркова
Горна-Биркова (болг. Горна Биркова) — село в Болгарии. Находится в Пазарджикской области, входит в общину Велинград. Население составляет 182 человека.

## Политическая ситуация
В местном кметстве Крыстава, в состав которого входит Горна-Биркова, должность кмета (старосты) исполняет Мустафа Мехмед Еюпов (Земледельческий народный союз (ЗНС)) по результатам выборов.
Кмет (мэр) общины Велинград — Иван Георгиев Лебанов (независимый) по результатам выборов.